# 李恩惠 (乒乓球运动员)
李恩惠（韓語：이은혜，1995年5月2日—），中国河北人，韩国女子乒乓球运动员，16岁归化至韩国。她曾代表韩国参加2024年夏季奥林匹克运动会乒乓球比赛，获得一枚铜牌。